# Campionati statunitensi di sci alpino 1974
Ai Campionati statunitensi di sci alpino 1974 furono assegnati i titoli di slalom gigante e slalom speciale, sia maschili sia femminili.

## Risultati
| Specialità      | Uomini      | Donne           |
| --------------- | ----------- | --------------- |
| Slalom gigante  | ?           | Marilyn Cochran |
| Slalom speciale | Cary Adgate | Susie Patterson |